# Banco Gubernamental de Fomento de Puerto Rico

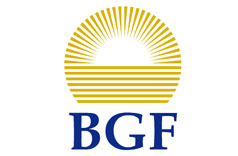
Logotipo del Banco Gubernamental de Fomento de Puerto Rico

El Banco Gubernamental de Fomento de Puerto Rico (Government Development Bank of Puerto Rico en inglés) fue la creación del Gobernador Rexford Guy Tugwell, que firmó la Ley del 13 de mayo de 1942, impulsando la institución en cargo del desarrollo y fomento económico para el Gobierno de Puerto Rico. Una subsecuente ley en 1945 expandió sus responsabilidades para incluir funciones de agente fiscal para, y consejero económico del, Gobierno de Puerto Rico. La estructura de gobierno densamente centralizada elaborada por Tugwell, uno de los "Brain trusters" del Presidente Franklin Delano Roosevelt, se requería tal agente o regulador fiscal, contrario al modelo implementado por la mayoría de los estados de la unión, en los cuales cada agencia y subdivisión política era responsable en la tarea de emitir sus propios bonos.

## Expansión de su rol
Durante sus años de formación, el BGF gestionó la financiación de la estructura de la Autoridad de Recursos Hídricos de Puerto Rico, la nueva compañía eléctrica de propiedad pública que ha generado gran parte de su energía de un sistema hidroeléctrico. Durante su primera década, el BGF financió el desarrollo de infraestructura, en particular el desarrollo de viviendas de bajo costo.
Entre 1951 y 1965, el BGF emitió más de $ 1 mil millones en bonos para financiar la infraestructura de las islas, lo que contribuye al crecimiento económico de Puerto Rico. También estimuló el crecimiento del sector privado, la financiación del primer condominio de Puerto Rico y varios de sus primeros centros comerciales, cuando los bancos privados se mostraron reticentes a asumir tales riesgos innovadores.

## Cuartel General
Su cuartel general se encuentra en el Centro Gubernamental Roberto Sánchez Vilella en San Juan, Puerto Rico. Una propuesta del Presidente del Senado, Kenneth McClintock para nombrar la nueva sede en honor al gobernador Rexford Guy Tugwell, quien fundó el banco y cuyo nombre no se ha dado a casi ningún proyecto de obras públicas significativo en la isla, fue vetada por el gobernador Aníbal Acevedo Vilá durante el 2006.

## Presidentes del Banco Gubernamental de Fomento
- Lcdo. Rafael Buscaglia Rivera, 1950- 1952
- Guillermo Rodríguez Benítez, 1953-1957, 1975
- Julio Pietrantoni Blasini, 1978-1985
- José Ramón González
- José Ramón Oyola (1985-1986)[1]
- Ramón Cantero Frau (1988-1991)
- José Berrocal, 1991-1992
- Marcos Rodríguez Ema, 1993-1999
- Lourdes Rovira, 1999-2000
- Hector Méndez
- Antonio Faría Soto
- William Lockwood Benet, 2005
- Alfredo Salazar, 2006-2008
- Jorge Irizarry, 2008
- Carlos M. García, 2009-2011
- Juan Carlos Batlle, 2011-